# VOC in Birma
De Vereenigde Oostindische Compagnie (VOC) heeft gedurende de zeventiende eeuw op het grondgebied van het huidige Myanmar meerdere handelsposten gehad. 

## Koninkrijk Birma
In het toenmalige koninkrijk Birma bezat de VOC vier handelsposten:
- Syriam, nu Than Hlyin geheten (1634-1679) Deze plaats was net als Martaban gemakkelijk te bevaren, in tegenstelling tot andere comptoiren in Ava en Pegu, die landinwaarts lagen. In Syriam had de VOC zijn hoofdkantoor in het koninkrijk Birma. In 1651 werd hier een brandveilig pakhuis neergezet, evenals in 1655.
- Ava (1634-1679), hier bevond zich een filiaal van Syriam.
- Pegu, nu Bago geheten (1634-?) Er werd vooral vanuit de Coromandelkust naar deze post gevaren. De post was in ieder geval in 1677 nog in bedrijf en in 1679 sowieso dicht.
- Prome, (1634-1655) een belangrijke plaats aan de Irrawaddy en van belang voor de handel van hout, met name teak. De post werd gesloten omdat de winsten te laag waren.

Vanuit Noord-Birma werd er gehandeld in onder meer Chinese koperen munten, goud, lak, rode en gele koper en zijde. Al deze producten kwamen uit China. Birmese producten waren onder meer zilver, goud, saffieren, robijnen, lak, slagtanden van olifanten, aardolie, lange pepers, lakwaren en cachou. Vanuit het zuiden werd door de VOC voornamelijk geëxporteerd in onder andere bijenwas, honing, tin, ivoor, hout, kardemom en Martabankruiken; in het begin ook herten-, waterbuffel- en tijgervellen. De slagtanden van de olifanten kwamen uitsluitend van dode olifanten. Het was de VOC niet toegestaan om vanuit Birma rechtstreeks handel te drijven met China. 
In 1673 werd er niet met Birma gehandeld, vanwege frictie met de Britten aan de Coromandelkust. Het jaar erop gingen er evenmin schepen naar Birma, omdat die niet beschikbaar waren.
De winsten waren gemiddeld genomen stabiel, maar in het boekjaar 1676-1677 werd 7.689 gulden verlies geleden. Daarop besloot de VOC in 1677 meteen om alle overgebleven handelsposten in Birma te sluiten. De drie hoofden arriveerden op 5 januari 1678 in Masulipatnam. Een klein deel van de voorraden was achtergebleven in een poging ze ter plekke te verkopen. Wat over was, werd op 18 januari 1680 naar Masulipatnam gebracht. In al die jaren werd in totaal 2.010.749 gulden nettowinst gemaakt.
De VOC'ers die langere tijd in Birma verbleven, kregen gedurende hun verblijf van de plaatselijke autoriteiten een lokale vrouw aangereikt om als man en vrouw mee samen te wonen. Kinderen die uit deze relaties voortkwamen, mochten evenwel niet het land verlaten. Ook de vrouw moest achterblijven. Een favoriete manier van de VOC om schuldenaren tot betalen te dwingen was ze dagenlang in de brandende zon te leggen, geketend en zonder voedsel of drank, conform het lokale gebruik.

## Arakan
In het koninkrijk Arakan had de VOC één handelspost.
- Mrohaung, het huidige Mrauk U (1610-1682) Het eerste comptoir dat door de VOC gebouwd werd in dit gebied en was bestemd voor de slavenhandel.

Na de bouw van een nieuw kantoor in 1653 sloot de VOC een contract met de lokale machthebbers, waarin onder andere stond dat de VOC geen tol hoefde te betalen. De slaven die Arakan leverde, waren vooral Bengaalse krijgsgevangenen. Toen een oorlog tussen Arakan en Bengalen eindigde, viel de slavenhandel stil en werd het kantoor in 1665 gesloten om later weer heropend te worden.
Van 1624 tot en met 1665 werden in Arakan door de VOC in totaal 11.556 slaven ingekocht, zowel mannen, vrouwen als kinderen. De slaven kwamen oorspronkelijk uit het nabijgelegen Bengalen. Prijzen voor slaven varieerden. In Dianga werd in die jaren betaald: zestien tot achttien gulden voor mannen vanaf twaalf jaar, negen tot zestien gulden voor vrouwen, twaalf tot zestien gulden voor jongens onder de twaalf jaar en negen tot veertien gulden voor meisjes.

## Martaban
- Martaban (1660- ?) Na enkele jaren werd deze post gesloten op last van de plaatselijke vorst.